# موستی و یابلونکووا
موستی و یابلونکووا (به چکی: Mosty u Jablunkova) یک منطقهٔ مسکونی در جمهوری چک است که در ناحیه فریدک-میستک واقع شده‌است. موستی و یابلونکووا ۳۳٫۹۵ کیلومتر مربع مساحت و ۳٬۹۳۷ نفر جمعیت دارد و ۴۹۰ متر بالاتر از سطح دریا واقع شده‌است.